# Dieter Gräbner

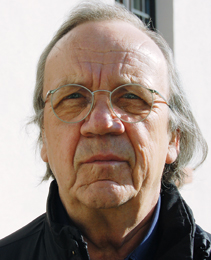
Porträtfoto

Dieter Gräbner (* 16. Juni 1939 in Dresden; † 2. Januar 2021 in Saarbrücken) war ein deutscher Journalist und Autor.

## Leben
Dieter Gräbner absolvierte nach der Mittleren Reife eine kaufmännische Speditionslehre, arbeitete dann für verschiedene Speditionsunternehmen und begann 1964 seine journalistische Tätigkeit als freier Mitarbeiter der Frankfurter Allgemeinen Zeitung im Ressort Sport und beim Hörfunk des Hessischen Rundfunks als regionaler Reporter. Er studierte zwei Semester an der Abendschule der Akademie für Welthandel und ebenfalls zwei Semester an der Abendschule des Städelschen Kunstinstitutes in Frankfurt am Main Zeichnen und Malen.
Seit 1965 arbeitete er in verschiedenen Funktionen und Aufgabenbereichen als Reporter und Redakteur für die Frankfurter Rundschau, Neue Revue, Bild-Zeitung, Abendpost/Nachtausgabe, Quick, Stern, Die Zeit. Von 1990 bis 1992 war er Chefredakteur der Jüdischen Gemeindezeitung in Frankfurt/Main und Korrespondent der Allgemeinen Jüdischen Wochenzeitung. 1992 bis 2004 war er Leitender Redakteur und Ressortchef der Ausgabe Stadtverband Saarbrücken der Saarbrücker Zeitung, für die er auch danach noch als Serien-Autor tätig war. Er schrieb als Ghostwriter Reden und Beiträge für Politiker, Manager und Künstler und entwickelte PR-Strategien für Verbände und Institutionen. Als Buchautor beschäftigte er sich vor allem mit zeitgeschichtlichen Themen.
Dieter Gräbner starb am 2. Januar 2021 in Saarbrücken.

## Auszeichnungen
2001 erhielt er den ersten Preis des Lokaljournalistenwettbewerbes der Konrad-Adenauer-Stiftung für herausragende journalistische Leistungen, 2002 den Sonderpreis des Lokaljournalistenwettbewerbs der Konrad Adenauer-Stiftung.
2013 wurde Dieter Gräbner mit der Ehrenmedaille des Volksbundes Deutsche Kriegsgräberfürsorge (VDK)  für besondere Verdienste ausgezeichnet.

## Werke
- Frankfurt mit Kindern – Reise- und  Freizeitführer für Eltern. Rasch & Röhring Verlag, 1987, ISBN 3-89136-157-2.
- Operation Salomon – Die Heimkehr der Kinder der Königin von Saba. Rasch & Röhrig Verlag, 1992, ISBN 3-89136-449-0.
- (mit Uli Barbian (Fotos)) Saarbrücken – Grüne Stadt zwischen Kohle und Stahl. Medien-Verlag Schubert, 2001, ISBN 3-929229-63-3.
- Über uns Feuer und Verderben – Der Bombenkrieg an der Saar. Gollenstein Verlag, 2005, ISBN 3-935731-75-2.
- Der bestellte Tod – Die Kriegsgeneration bricht ihr Schweigen, Gollenstein-Verlag, 2005, ISBN 3-935731-87-6.
- (mit Stefan Weszkalnys) Der ungehörte Zeuge. Kurt Gerstein, Christ, SS-Offizier, Spion im Lager der Mörder. Conte, 2006, ISBN 3-936950-45-8.
- Dehemm – So war es – Saarländer erzählen. Gollenstein-Verlag, 2007, ISBN 978-3-938823-27-9.
- (mit Ferdi Hartung) Foto: Hartung: Das Beste aus 50 Jahren Sportfotografie. Conte, 2007, ISBN 978-3-936950-64-9.
- Pascal – Anatomie eines ungeklärten Falles. Gollenstein-Verlag, 2008, ISBN 978-3-938823-32-3.
- (mit Stefan Weszkalnys) Bürger, Brücken und Duelle. Die Geschichte der Großstadt Saarbrücken – Bilder, Erinnerungen und Chronik. Conte, 2009, ISBN 978-3-936950-85-4.
- Ich sterbe ruhig und mutig – Josef Wagner, Bergmann, Kommunist, Widerstandskämpfer. Conte, 2010, ISBN 978-3-941657-07-6.
- Die "van Imhoff" – das Totenschiff. Geschichte und Mythos einer Weltkriegstragödie. Conte, 2012, ISBN 978-3-941657-34-2.
- Wer war Hermann Röchling? Conte, 2014, ISBN 978-3-95602-001-8.
- Hartz IV ist der soziale K.O. Blattlaus-Verlag, Saarbrücken, ISBN 978-3-945996-03-4